# 野口竜
野口 竜（のぐち りゅう、1944年〈昭和19年〉1月1日 - 2012年〈平成24年〉1月2日、本名：野口 勝）は日本の漫画家、デザイナー、イラストレーター。別名：野口まさる、久留米東、野口太陽。福岡県久留米市東町出身。

## 来歴
学生時代から絵を描いており、県展に入賞するなどしていた。美術大学を志望していた時期もあったが金銭面から断念し、高校卒業後に上京。
石森章太郎の漫画『世界まんがる記』を読んで漫画家を志す。石森を訪ね弟子入りを志願し断られるが、代わりに紹介されたスタジオ・ゼロに入社し、漫画『オバケのQ太郎』の背景を担当した。その後、多忙となった石森の専属アシスタントとなり、『おかしなおかしなおかしなあの子』や『サイボーグ009』に参加。
1970年、漫画家として独立。『週刊ぼくらマガジン』の編集者・富井道宏から「野口竜」のペンネームを命名され、「女王陛下のユリシーズ号」（『週刊少年サンデー』）でデビュー。
独立後は主にコミカライズ分野で活動していた。『スーパーロボット レッドバロン』では企画段階からキャラクターデザイン、マットアートを手がけ、同作が特撮デザイナーとしてのデビュー作となった。その後、『ザ・カゲスター』『恐竜大戦争アイゼンボーグ』『電子戦隊デンジマン』『太陽戦隊サンバルカン』「宇宙刑事シリーズ」などに参加。
1990年代後期にはゲーム会社カプコンのプロデューサー（当時）・岡本吉起の呼びかけにより脚本家の杉村升、曽田博久らとともにゲーム製作会社・フラグシップに参加、『バイオハザード』『鬼武者』など、同社制作作品のビジュアルワークス（クリーチャーデザイン、美術デザインなど）も手がけた。
晩年は第一線を退き、主にイラストを担当していたが、68歳の誕生日を迎えた翌日の2012年1月2日に他界した。2012年1月公開の『海賊戦隊ゴーカイジャーVS宇宙刑事ギャバン THE MOVIE』の魔空監獄デザインが遺作となった。訃報に当たってはホビー雑誌ハイパーホビー2012年3月号にて追悼特集が掲載され、永井豪、髙寺成紀、早瀬マサト、山田ゴロが寄稿し、ツイッターやブログでは髙寺、日笠淳、小林義明、雨宮慶太、田﨑竜太、篠原保、さとうけいいちがその死を悼んだ。

## 作風
- コミカライズではオリジナルと絵柄を変えたくないという姿勢であり、『仮面ライダー』では怪人をスチール写真に忠実に描いている[1]。
- キャラクターデザインについては、赤塚不二夫や藤子不二雄のような子供が真似して描くことができるようなキャラクターとすることを心がけていた[2]。怪獣・怪人のデザインについては、タツノコプロの九里一平が掲げていた「（番組放送翌日に）学校で話題になるような」キャラクターづくりを意識しており、晩年はアニメや特撮の敵キャラクターがデザインはかっこいいものの何がモチーフかわかりにくい子供たちに親しまれないものとなっていったことを危惧していた[2]。
- 『ザ・カゲスター』のドクターサタンを始めとして、南洋の仮面文化やアフリカン・アートを参考にすることが多い[8]。
- 自身では格好いいメカは描けないと述べており、『宇宙刑事シャイダー』の鬼瓦もモチーフにしたフーマ戦艦など、クラシカルなSFに登場するようなユニークなものが多い[8]。
- 漫画ではすべて自分の世界として作り上げることができるが、映像は集団作業であるため自分だけではままならず、デザインを上げた後は現場に委ねるため職人に徹しなければできないと述べている[8]。

## エピソード
- 初期はペンネームにはこだわりがなく、複数のペンネームを用いていた[1]。冨井から名付けられた「野口竜」は、野口本人は雑誌が出てから知ったという[1]。永井豪との共作などで用いた「野口太陽」の名は、永井の兄永井泰宇に名付けられた[1]。
- 『オバケのQ太郎』の登場人物である小池さんは、背景を担当していた野口がキャラクターのモデルになった鈴木伸一の下宿先の大家の名を表札に書いたことで名前が決まった[1]。
- スーパー戦隊シリーズやメタルヒーローシリーズで携わっていた企画者104の横田誠は、野口はクオリティを上げるためいつまでも手をかけており、イラストの完成が遅かったと証言している[9]。作業に没頭して連絡が取れなくなることも多く、電話や電報では捕まらず自宅を訪れるとそこにいたという[10]。
- 石ノ森章太郎の作品の中では、忍者漫画の『黒い風』を一番好きな作品として挙げている[2]。

## 主な作品

### テレビ番組
- スーパーロボット レッドバロン（キャラクターデザイン）
- 恐竜大戦争アイゼンボーグ（メカニックデザイン）
- ザ・カゲスター（キャラクターデザイン）
- レッドバロン (アニメ)（キャラクター原案）

- 仮面ライダーシリーズ
  - 仮面ライダーBLACK（イラスト）
  - 仮面ライダーBLACK RX（キャラクターデザイン・イラスト）[注釈 2]

- スーパー戦隊シリーズ
  - バトルフィーバーJ（キャラクターデザイン）
  - 電子戦隊デンジマン（キャラクターデザイン）
  - 太陽戦隊サンバルカン（キャラクターデザイン）
  - 超獣戦隊ライブマン（イラスト）
  - 鳥人戦隊ジェットマン（キャラクターデザイン）
  - 恐竜戦隊ジュウレンジャー（キャラクターデザイン）[注釈 3]
  - 五星戦隊ダイレンジャー（イラスト）
  - 超力戦隊オーレンジャー（イラスト）
  - 電磁戦隊メガレンジャー（イラスト）
  - 爆竜戦隊アバレンジャー（イラスト）
  - 特捜戦隊デカレンジャー（イラスト）
  - 轟轟戦隊ボウケンジャー（イラスト）
  - 獣拳戦隊ゲキレンジャー（劇場版キャラクターデザイン）
  - 炎神戦隊ゴーオンジャー（イラスト）
  - 海賊戦隊ゴーカイジャーVS宇宙刑事ギャバン THE MOVIE（魔空監獄デザイン）

- メタルヒーローシリーズ
  - 宇宙刑事ギャバン（イラスト・キャラクターデザイン）
  - 宇宙刑事シャリバン（キャラクターデザイン）
  - 宇宙刑事シャイダー（キャラクターデザイン）
  - 巨獣特捜ジャスピオン（キャラクターデザイン）
  - 時空戦士スピルバン（イラスト）
  - 超人機メタルダー（イラスト）
  - 世界忍者戦ジライヤ（イラスト）
  - 機動刑事ジバン（イラスト）
  - ブルースワット（キャラクターデザイン）
  - 重甲ビーファイター（イラスト）
  - ビーファイターカブト（イラスト・キャラクターデザイン）
  - ビーロボカブタック（イラスト）
  - テツワン探偵ロボタック（イラスト）

- 東映不思議コメディーシリーズ
  - 魔法少女ちゅうかなぱいぱい!（イラスト）
  - 美少女仮面ポワトリン（イラスト）

### 劇場映画
- めぞん一刻（実写版・イラスト）

### ゲーム
- 鬼武者（2001年、カプコン） ※絵巻制作
- 鬼武者2（2002年、カプコン） ※絵巻制作
- バイオハザード0（2002年、カプコン） ※背景スケッチ
- クロックタワー3（2002年、カプコン） ※美術

### 画集
- 野口竜の世界 東映特撮TV映画・悪の系譜（朝日ソノラマ・1985年）

### 漫画
- 風神島のちかい（『ぼくら』）[1]
- スイートちゃん（『週刊少女フレンド』）[1]
- 熱球あるのみ（『別冊ぼくら』）[1]

#### コミカライズ
- ジャンケン・ケンちゃん（『なかよし』）[1]
- 女王陛下のユリシーズ号（『週刊少年サンデー』）[注釈 4][1]
- さるとびエッちゃん（『たのしい幼稚園』1971年10月号-1972年3月号）[1]
- ムーミン（『テレビマガジン』 1971年12月号 - 1972年5月号） [注釈 5]
- 仮面ライダー（『たのしい幼稚園』1972年1月号 - 2月号）[注釈 5][1]
- 仮面ライダーたいじごく大使（『別冊たのしい幼稚園』 1972年8月創刊号） [注釈 5]
- 仮面ライダーV3（『テレビランド』 1973年3、4月号） [注釈 6]
- スーパーロボット レッドバロン（『テレビマガジン』 1973年6月号 - 1974年2月号）
- スーパーロボット マッハバロン（『たのしい幼稚園』 1974年11月号 - 1975年4月号） [注釈 5]
- ザ・カゲスター（『テレビランド』 1976年4、5月号）